# Paul Martin (Regisseur)
Paul Martin (* 8. Februar 1899 in Mariolana, Okrug Južni Banat, Österreich-Ungarn; † 23. Januar 1967 in West-Berlin) war ein ungarischer Regisseur von Unterhaltungsfilmen, vor allem Musikfilmen und Filmoperetten. 

## Leben und Werk
Paul Martin nahm nach dem Abitur 1916 bis 1918 als k. u. k. Offizier am Ersten Weltkrieg teil. Er studierte Medizin und wurde Provisor in einer Apotheke. 
Zum Film kam er als Darsteller in Stummfilmen. Anfang der 1930er Jahre arbeitete er in Berlin als Regieassistent bei Filmen wie Das brennende Herz (1929), Der Kongreß tanzt (1931) und Bomben auf Monte Carlo (1931). 1931 führte er zusammen mit Hans Hinrich erstmals selbst Regie für den Hans-Albers-Film Der Sieger. Bei seiner nächsten Arbeit Ein blonder Traum war er erstmals alleiniger Regisseur. Der überwältigende Erfolg dieser Musikkomödie mit Lilian Harvey und Willy Fritsch brachte ihm eine Einladung nach Hollywood. 
Dort erhielt er ein Engagement bei der 20th Century Fox, doch sein Film Orient Express geriet zum Flop. Martin kehrte 1935 nach Deutschland zurück. Auf Betreiben Lilian Harveys erhielt er wieder einen Vertrag bei der Ufa. Mit Glückskinder (1936) landete er erneut einen überragenden Erfolg. Bis 1939 arbeitete er vorwiegend mit Lilian Harvey zusammen. Die meisten seiner Filme, zu denen in dieser Zeit auch Sieben Ohrfeigen (1937), Jenny und der Herr im Frack (1941) sowie Maske in Blau (1942) gehörten, spielten im Revue- und Operettenmilieu. Martin war daran meist auch als Co-Drehbuchautor beteiligt. Nicht zur Aufführung kam Preußische Liebesgeschichte (1938) wegen der Mitwirkung der tschechischen Schauspielerin Lída Baarová und ihrer damaligen Affäre mit Joseph Goebbels.
Nach 1945 inszenierte Paul Martin vor allem Schlagerfilme um Caterina Valente und Peter Alexander und andere Komödien. Zuletzt war er auch für das Fernsehen tätig.
Von 1931 bis 1938 war er der Lebensgefährte von Lilian Harvey, mit der er in Ungarn ein gemeinsames Landgut bewohnte. Als Lilian Harvey 1938 von seiner Affäre mit der Schauspielerin Frauke Lauterbach erfuhr, trennte sie sich von ihm. 1939 heiratete Martin Frauke Lauterbach, die fortan an seinen Filmen als Dialogregisseurin mitarbeitete.
Seine Grabstätte auf dem Waldfriedhof Dahlem ist inzwischen aufgehoben.

## Filmografie
- 1930: Die Privatsekretärin (Schnitt)
- 1931: Voruntersuchung (Regieassistenz)
- 1931: Bomben auf Monte Carlo (Regieassistenz)
- 1931: Der Kongreß tanzt (Regieassistenz)
- 1932: Der Sieger (Co-Regie)
- 1932: Ein blonder Traum
- 1933: Ich und die Kaiserin (Moi et l’impératrice) (Co-Regie)
- 1934: Orient Express
- 1935: Schwarze Rosen
- 1936: Glückskinder
- 1937: Sieben Ohrfeigen
- 1937: Fanny Elßler
- 1938: Fortsetzung folgt
- 1938/50: Preußische Liebesgeschichte
- 1939: Frau am Steuer
- 1939: Das Lied der Wüste
- 1940: Was will Brigitte?
- 1941: Jenny und der Herr im Frack
- 1943: Karneval der Liebe
- 1943: Maske in Blau
- 1943: Geliebter Schatz
- 1944: Das war mein Leben
- 1944/48: Intimitäten
- 1946: Praterbuben
- 1950: Frühlingsromanze
- 1950: Die tödlichen Träume
- 1951: Die Frauen des Herrn S.
- 1952: Mein Herz darfst Du nicht fragen
- 1952: Wenn abends die Heide träumt
- 1953: Rote Rosen, rote Lippen, roter Wein
- 1953: Mit siebzehn beginnt das Leben
- 1953: Die Privatsekretärin
- 1954: Meine Schwester und ich
- 1954: Große Star-Parade
- 1955: Ball im Savoy
- 1955: Liebe, Tanz und 1000 Schlager
- 1956: Das Bad auf der Tenne
- 1956: Du bist Musik
- 1957: Meine schöne Mama
- 1957: Wenn Frauen schwindeln
- 1958: Petersburger Nächte
- 1959: La Paloma
- 1959: Du bist wunderbar
- 1960: Ich zähle täglich meine Sorgen
- 1960: Marina
- 1960: O sole mio
- 1961: Adieu, Lebewohl, Goodbye
- 1961: Ramona
- 1962: Hochzeitsnacht im Paradies
- 1963: Berlin-Melodie (TV-Show)
- 1963: Die lustige Witwe (TV)
- 1964: Die Goldsucher von Arkansas
- 1965: Jagd auf blaue Diamanten (Diamond Walkers)
- 1966: Graf Bobby, der Schrecken des Wilden Westens
- 1966: Es funkeln die Sterne (TV)
- 1967: Das kleine Teehaus (TV)